# 亀井亜紀子 (政治家)
亀井 亜紀子（かめい あきこ、1965年（昭和40年）5月14日 - ）は、日本の政治家。立憲民主党所属の衆議院議員（3期）。立憲民主党島根県連代表。
参議院議員（1期）、国民新党政務調査会長（第4代）、みどりの風共同代表、同幹事長（初代）などを歴任した。

## 経歴

### 生い立ち
東京都目黒区出身。本籍地は島根県津和野町である。
元衆議院議員の亀井久興の長女。父久興は旧津和野藩主家で華族の伯爵家だった亀井家の第15代当主・亀井茲建の三男にあたる。また祖母・正子は有馬頼寧伯爵とその夫人貞子女王（北白川宮能久親王第二王女）の間の四女であり、有馬頼寧の母・寛子は明治維新の元勲岩倉具視の娘である。したがって亜紀子は岩倉具視の来孫にあたる。岩倉具視の玄孫である加山雄三とは遠縁の親戚で、三いとこおじ（父・久興の三いとこで、高祖伯父・岩倉具定（具視の次男）の曾孫）にあたる。
学習院女子中・高等科を経て、1988年（昭和63年）に学習院大学法学部政治学科を卒業した後、カナダのカールトン大学へ留学した。同大卒業後帰国し、英語通訳として東京ディズニーシーの建設などに携わった後、父・亀井久興衆議院議員の秘書を務める。
自由民主党所属の衆議院議員・堀内詔子とは学習院女子中等科からの、元皇族の黒田清子の夫・黒田慶樹は学習院大学の同級生にあたる。

### 参議院議員に当選
2007年7月の参議院選挙に国民新党公認・民主党推薦・社会民主党県連支持で島根県選挙区より出馬し、自由民主党の現職・景山俊太郎を破り初当選。島根県は自民党の強固な地盤であり、その分厚い支持基盤を崩しての当選は大きく注目された。
2010年9月、菅改造内閣発足により、国民新党政調会長だった森田高が総務大臣政務官に転じたため、後任の政調会長に就任した。
2012年3月30日、野田政権が進める、税と社会保障の一体改革を実現するための消費税増税法案の閣議決定は、2009年の民社国連立政権樹立時の連立協定に違反するとして反対し、連立政権からの離脱を党代表の亀井静香（なお静香は自らの先祖について「亀井新十郎（茲矩）の兄で新十郎とともに尼子氏に仕えていたが、尼子氏が滅ぼされた後に帰農した亀井吉助」と自称しているが、亜紀子は「亀井茲矩は湯新十郎として誕生しているので、亀井姓の兄がいたというのはあり得ない」としてこの話を否定している。）と二人で決定した。
2012年4月5日、連立政権離脱に反対する国民新党議員によって開かれた議員総会によって、連立離脱を主張していた代表の亀井静香とともに党の役職を解任された。ただし、亀井亜紀子は「招集権者ではない幹事長によって招集された議員総会であり、解任決議は無効」と主張した。
2012年4月6日、党本部で記者会見を開き、「いつまでもあの6人相手に争っているのはバカらしいと考えている。（静香氏から）『ゴミは捨てろ』と言われた」と述べ、国民新党を離党した。これに伴い、政界を引退していた父・久興も国民新党の顧問を辞任し、亜紀子と共に離党した。以後は無所属として活動する。
2012年4月18日、公職選挙法違反（公務員の地位利用）の疑惑が指摘された国土交通大臣・前田武志（当時）、度重なる国会答弁の不安定さを指摘された防衛大臣・田中直紀（当時）に対する問責決議案の採決に際し、前田への問責決議案には棄権したが、田中への問責決議案には賛成した。いずれの決議案も賛成多数で可決されている。
2012年7月17日、民主党を離党した行田邦子、谷岡郁子、舟山康江各参議院議員と共に、新会派「みどりの風」を結成することを発表した。「原発ゼロ社会」「反TPP」「本当の意味での一体改革」「国会改革」を進めていくとした
2012年11月15日「みどりの風」は政党要件を満たし、同日に政治資金規正法上の政党として総務省に届け出、引き続き4人の共同代表制とした。
2012年12月26日、特別国会での首相指名選挙では所属するみどりの風は自主投票であったが、亀井は一回目の投票で亀井静香に、決選投票では白票を投じた。
2013年5月20日、同年夏執行予定の第23回参議院議員通常選挙に向けて再選を目指している亀井に対し、民主党は候補者を擁立せず支持することを正式に決定した。
2013年7月21日執行の第23回参議院議員通常選挙に、みどりの風公認で島根県選挙区から出馬するも、自民党の島田三郎に10万票近い大差を付けられ落選。
2016年5月11日、民進党島根県連が10日付での亀井の民進党入りおよび次期衆院選に島根1区もしくは島根2区からの擁立を検討していることを明らかにした。同月23日、島根1区からの出馬を表明、民進党の公認を得た。

### 立憲民主党
2017年9月28日、民進党は希望の党への合流を決定。消費税増税凍結や原発ゼロなどの政策が自らの主張に近いと感じた亀井は、同日、希望の党から立候補する意向を表明した。9月29日、同党の小池百合子代表は、安保法制や憲法改正などで政策が一致しない公認希望者について「排除いたします」と明言した。10月3日午前、新党「立憲民主党」が設立される。同日午後、希望の党は衆院選の第1次公認192人を発表。ところがその中に亀井の名はなかった。同日、亀井は「排除される理由が思い当たらない。小池さんが好きか嫌いかで判断している印象がある」と述べた。10月4日、松江市で記者会見し、立憲民主党から出馬すると表明した。10月22日に行われた第48回衆議院議員総選挙に島根1区から立憲民主党公認で立候補し、自由民主党の細田博之に敗れるも比例復活で初当選した。
2020年8月24日、旧立憲民主党と旧国民民主党は、2つの無所属グループを加えた形で合流新党を結成することで合意した。同年9月10日に行われた新「立憲民主党」の代表選挙では枝野幸男の推薦人に名を連ねた。
2021年10月31日、第49回衆議院議員総選挙で再び細田に敗れ、比例復活もできず落選した。この選挙では姓名の読みが同じ「亀井彰子」が同一選挙区で立候補したことが話題となった。
2024年1月11日、細田の死去に伴い、4月28日に投開票が行われる補欠選挙に立憲民主党公認で立候補することを表明。16日の告示に伴い立候補を届け出た。4月28日、投開票が行われ、2期目の当選を果たした。同年5月1日付で当選が告示された。
同年10月15日、第50回衆議院議員総選挙が公示され、島根1区からは亀井、自民党現職の髙階恵美子、日本共産党新人の村穂江利子の計3人が立候補した。10月17日に読売新聞が序盤情勢を発表し、「亀井と高階が横一線の戦い」と報じた。10月21日、髙階の支援者を集めた集会が松江市で開かれ、石破茂首相の妻の佳子が講演した。講演終了後、自民党島根県連幹事長の園山繁県議は「少し残念に思うのは、島根県で立候補した6人のうち5人が女性であることだ」と発言した。園山の発言はその日のうちに共同通信によって報じられ、SNSで批判の声が相次いだ。10月23日、しんぶん赤旗は、自民党が裏金問題で非公認となった候補の所属支部にそれぞれ2000万円を支給していたことをスクープした。これらの報道により終盤情勢は一変した。10月27日の投開票の結果、亀井が3期目の当選を果たした。自民党は比例中国ブロックで5議席を獲得。単独1位～4位の候補者4人と、惜敗率97.808％の寺田稔が当選した。2番目の惜敗率（86.056％）だった髙階は議席を失った。

## 政策・主張

### 憲法
- 憲法改正について、2017年のアンケートで「どちらかといえば賛成」と回答[43]。2021年のアンケートで「どちらとも言えない」と回答[44]。
- 改正すべき項目として「各都道府県から必ず1人は参議院議員を選出するよう明記する」「首相の解散権に制約を加える」と主張[45]。
- 憲法9条への自衛隊の明記について、2021年のNHKのアンケートで「反対」と回答[46]。
- 憲法を改正し緊急事態条項を設けることについて、2021年の毎日新聞社のアンケートで「反対」と回答[47]。

### 外交・安全保障
- 安全保障関連法の成立について、2017年のアンケートで「評価しない」と回答[43]。
- 「他国からの攻撃が予想される場合には敵基地攻撃もためらうべきではない」との問題提起に対し、2017年のアンケートで「反対」と回答[43]。
- 「北朝鮮に対しては対話よりも圧力を優先すべきだ」との問題提起に対し、2017年のアンケートで「どちらかといえば反対」と回答[43]。
- 普天間基地の辺野古移設問題について、2021年の毎日新聞社アンケートで「政府は埋め立てをいったん中断して、沖縄県と話し合うべきだ」と回答[47]。
- 徴用工訴訟などの歴史問題をめぐる日韓の関係悪化についてどう考えるかとの問いに対し、2021年の毎日新聞社のアンケートで「政府の今の外交方針でよい」と回答[47]。
- 中国国内の少数民族や中国の民主派らが作るアジア自由民主連帯協議会の集会に2020年に参加する等、反中国共産党の姿勢を示している。
- 2022年8月2日、亀井はtwitter上で、ロシアのウクライナ侵攻について、「地理的に離れた米国がウクライナ軍を増強し、欧州に戦争を持ち込んだという恨み節も現地で出ている」と投稿。亀井が公職復帰した2024年5月にはウクライナのセルギー・コルスンスキー駐日大使が亀井の過去の投稿について「残念だ」「（ウクライナ支援を表明している）自分の党の公式見解とさえ矛盾している」と投稿した[48]。亀井はその後取材に対し、「一般的に戦争は外交の失敗で、もちろん侵略する方が悪いが、手前の外交の所でなんらかの兆候があったかもしれない。兆候を見逃してしまったかもしれない。それはNATOでありウクライナであり、どちらの失敗というつもりはない。外交でお互いに見誤った部分があるかもしれない。そういう意味での外交の失敗という意味だ」との自論を述べた[49]。

### 竹島問題
竹島は、一貫して日本の領土だという立場を表明している。2012年8月27日 決算委員会では、韓国政府が一方的に李承晩ラインを日本海に設置したことで、事情を知らぬ日本の漁民が韓国側に不当な理由で拘束されることとなった。人質を取られた日本人は、韓国内に所持する日本の財産権の請求の放棄や在日韓国人の法的地位を認めざるをえなかった時代があるとして、政府に韓国に対する毅然とした対応を求めた。

### ジェンダー
- 選択的夫婦別姓制度の導入について、2017年のアンケートでは「どちらかといえば賛成」と回答[43]。2021年のアンケートでは「賛成」と回答[44]。
- 非嫡出児差別撤廃について反対している。そのため、（社民党が推進する）選択的夫婦別姓法案について、自身のホームページにおいて、「夫婦別姓そのものよりも、非嫡出子と嫡出子の相続権を同等にすることへの拒否反応です。世間で不倫がいけないとされるのは結婚制度があるからで、本妻の子も愛人の子も「子どもに罪はない」として同じ財産権を与えるなら、それは家族制度の崩壊につながると思います。現行法では結婚制度の中で生まれた本妻の子を愛人の子と区別することで家族が守られているのであり、ここが崩れれば、言葉は悪いですが「産んだ者勝ち」です。選択的夫婦別姓法案という名の不倫促進法案という印象です」と述べている。
- 同性婚を可能とする法改正について、2021年の朝日新聞社のアンケートで「どちらとも言えない」と回答[44]。同年のNHKのアンケートで「どちらかといえば賛成」と回答[46]。「同性婚を制度として認めるべきだと考るか」との同年の毎日新聞社のアンケートに対し選択肢以外の回答をした[47]。
- 「LGBTなど性的少数者をめぐる理解増進法案を早期に成立させるべきか」との問題提起に対し、2021年のアンケートで「賛成」と回答[44]。
- クオータ制の導入について、2021年のNHKのアンケートで「賛成」と回答[46]。

### その他
- 安倍内閣による森友学園問題・加計学園問題への対応について、2017年のアンケートで「評価しない」と回答[43]。
- 森友学園への国有地売却をめぐる公文書改竄問題で、2021年5月6日、国は「赤木ファイル」の存在を初めて認めた[51]。しかし5月13日、菅義偉首相はファイルの存在を踏まえた再調査を行わない考えを報道各社に書面で示した[52]。9月の自民党総裁選挙で総裁に選出された岸田文雄も10月11日、衆議院本会議の代表質問で再調査の実施を否定した[53]。国の対応をどう考えるかとの同年の毎日新聞社のアンケートに対し「さらに調査や説明をすべきだ」と回答[47]。
- 「原子力発電への依存度について今後どうするべきか」との問題提起に対し、2021年のNHKのアンケートで「ゼロにすべき」と回答[46]。
- 外国人労働者の受け入れについて、2017年のアンケートで「どちらかといえば反対」と回答[43]。
- 被選挙権を得られる年齢の引き下げについて、2017年のアンケートで「反対」と回答[43]。
- 特定秘密保護法は国民の知る権利と報道の自由を制限するとして反対[54]。
- 2009年1月29日、自身のホームページ上で、ウィキペディアの自身の記事について事実と違うことが書かれているとして、当時の記述に対しての訂正を掲載している[55]。

## 家族・親族

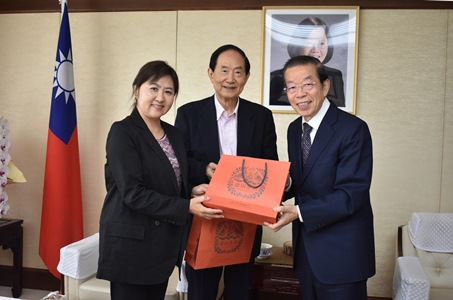
父の亀井久興（中央）、謝長廷（右）と

### 亀井家
（島根県鹿足郡津和野町、東京都）
- 五世祖父・伏見宮邦家親王、伊東祐相、岩倉具視、上杉斉憲、有馬頼咸　ほか
- 高祖父・茲明（伯爵）、北白川宮能久親王（皇族）、上杉茂憲（伯爵）、有馬頼萬（伯爵）
- 曾祖父・茲常（伯爵）
1884年（明治17年）4月生 - 1942年（昭和17年）5月没
- 曽祖父・有馬頼寧（伯爵・政治家）
- 曾祖母・久（米沢藩第13代藩主・上杉茂憲の五女）
1888年（明治21年）生[56] - 没
- 祖父・茲建（伯爵、実業家）
1910年（明治43年）6月生 - 1992年（平成4年）1月没
- 祖母・正子（明治の元勲・岩倉具視の曾孫、政治家・有馬頼寧の四女、女優・小桜葉子（加山雄三の母）のはとこ）
1915年（大正4年）生 -
- 父・久興（政治家）
1939年（昭和14年）11月生 -
- 母
- 妹
- その他、竹田恒泰とは遠縁の親戚に当たる。恒泰の祖父である恒徳と亜紀子の祖母が従兄弟にあたり、三従兄弟になる。

## 所属団体・議員連盟
- 水産業・漁村振興議員連盟（幹事）
- 日本の未来を創る勉強会[57]
- 対中政策に関する国会議員連盟
- 日本・アイルランド友好議員連盟[58]
- 自転車活用推進議員連盟[59]
- 人権外交を超党派で考える議員連盟 [60]

## 選挙歴
| 当落 | 選挙                     | 執行日         | 年齢 | 選挙区       | 政党       | 得票数     | 得票率 | 定数 | 得票順位 /候補者数 | 政党内比例順位 /政党当選者数 |
| ---- | ------------------------ | -------------- | ---- | ------------ | ---------- | ---------- | ------ | ---- | ------------------ | ---------------------------- |
| 当   | 第21回参議院議員通常選挙 | 2007年07月29日 | 42   | 島根県選挙区 | 国民新党   | 21万7707票 | 50.9%  | 1    | 1/3                | /                            |
| 落   | 第23回参議院議員通常選挙 | 2013年07月21日 | 48   | 島根県選挙区 | みどりの風 | 11万5043票 | 32.9%  | 1    | 2/4                | /                            |
| 比当 | 第48回衆議院議員総選挙   | 2017年10月22日 | 52   | 島根県第1区  | 立憲民主党 | 6万5285票  | 40.60% | 1    | 2/2                | 1/2                          |
| 落   | 第49回衆議院議員総選挙   | 2021年10月31日 | 56   | 島根県第1区  | 立憲民主党 | 6万6847票  | 41.31% | 1    | 2/3                | 4/2                          |
| 当   | 第49回衆議院議員補欠選挙 | 2024年4月28日  | 58   | 島根県第1区  | 立憲民主党 | 8万2691票  | 58.82% | 1    | 1/2                | /                            |
| 当   | 第50回衆議院議員総選挙   | 2024年10月27日 | 59   | 島根県第1区  | 立憲民主党 | 7万3484票  | 51.08% | 1    | 1/3                | /                            |